# Vitorino dos Piães
Vitorino dos Piães era una freguesia portuguesa del municipio de Ponte de Lima, distrito de Viana do Castelo. Por la localidad pasa el Camino Jacobeo Portugués.

## Historia
Fue suprimida el 28 de enero de 2013, en aplicación de una resolución de la Asamblea de la República portuguesa promulgada el 16 de enero de 2013 al unirse con la freguesia de Navió, formando la nueva freguesia de Navió e Vitorino dos Piães.